# V.S. Pritchett

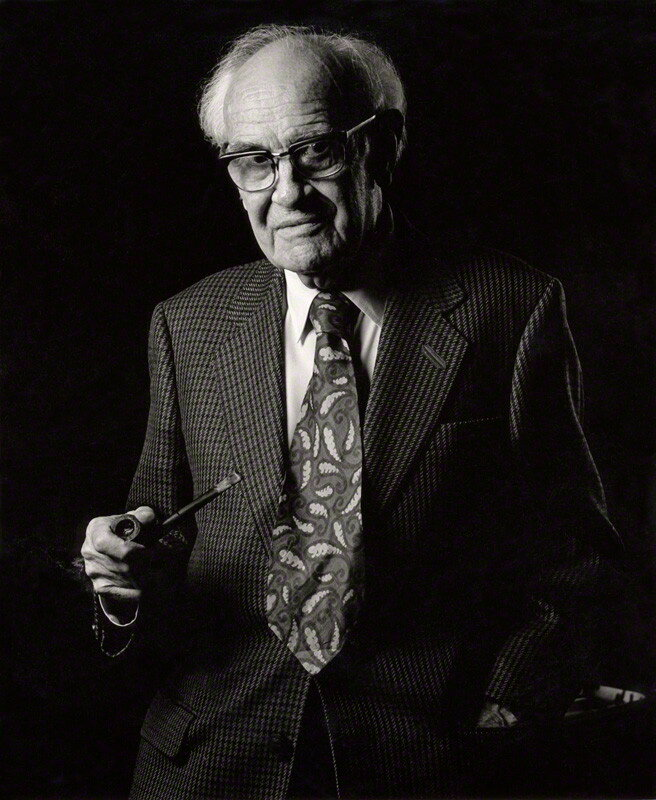
V.S. Pritchett

Victor Sawdon Pritchett (Ipswich, 16 december 1900 – Londen, 20 maart 1997) was een Brits schrijver en literatuurcriticus.
V.S. Pritchett (ook wel bekend als VSP) maakte vooral naam als schrijver van korte verhalen. Hij schreef ook non-fictie, essays en enkele romans. Zijn eerste boek, Marching Spain, verscheen in 1928. Hij beschrijft hierin een voettocht van 300 mijl door Spanje.
In de jaren zestig schreef Pritchett zijn memoires, die in de delen A cab at the door in 1968 en Midnight oil in 1971 verschenen. Hij schreef verder biografieën van George Meredith, Honoré de Balzac, Ivan Toergenjev en Anton Tsjechov.
Pritchett overleed in 1997 op 96-jarige leeftijd in een ziekenhuis in Londen.
- Bibsys: 90081939
- Biblioteca Nacional de España: XX1405094
- Bibliothèque nationale de France: cb120261895 (data)
- Catàleg d'autoritats de noms i títols de Catalunya: 981058514035206706
- CiNii: DA00210965
- Gemeinsame Normdatei: 118793411
- International Standard Name Identifier: 0000 0001 2143 9256
- Library of Congress Control Number: n78095632
- Nationale Bibliotheek van Letland: 000217204
- MusicBrainz: b837ae0f-4da1-4f38-9564-0dbeb3d6155c
- Bibliotheek van het Japanse parlement: 00525313
- Nationale Bibliotheek van Tsjechië: xx0010864
- Nationale bibliotheek van Australië: 36000637
- Nationale Bibliotheek van Israël: 987007308551005171
- Nationale en Universitaire bibliotheek Zagreb: 000528136
- Nederlandse Thesaurus van Auteursnamen: 068472498
- Istituto Centrale per il Catalogo Unico: SBLV004493
- LIBRIS: 84938
- SNAC: w6dj66q7
- Système universitaire de documentation: 027511634
- Trove: 1179455
- Virtual International Authority File: 94052985
- WorldCat: E39PBJv8DHr7GhC8rqvjdm7WDq